# San Martin (1580)
San Martin, wcześniej São Martinho (Święty Marcin) – hiszpański XVI-wieczny galeon, okręt flagowy dowódcy Wielkiej Armady księcia Medina-Sidonia w 1588 roku. Wodowano go w roku 1580 jako portugalski galeon "São Martinho".

## Historia
W 1580 roku, po wygaśnięciu w Portugalii rodzimej dynastii Aviz, tron objął król Filip II Hiszpański, a portugalska flota pełnomorska, w tym nowo wybudowany galeon "São Martinho" stały się częścią hiszpańskich sił morskich. Od tamtej pory znany jest pod nazwą "San Martin". W dwa lata później, w 1582 roku pod dowództwem markiza Santa-Cruz, brał udział w zwycięskiej dla Hiszpanów i portugalskich rojalistów bitwie morskiej pod Ponta-Delgada przeciwko siłom, wspieranego przez Francuzów, portugalskiego pretendenta do tronu.
W roku 1588 "San Martin" został flagowym okrętem księcia Medina-Sidonia i wziął udział w wyprawie Wielkiej Armady przeciwko Anglii. Okręt wchodził w skład Eskadry Portugalskiej (Atlantyckiej), obok 9 innych, byłych portugalskich galeonów, będących najlepszymi statkami hiszpańskiej floty.
W czasie walk z flotą angielską na kanale La Manche (31 lipca – 8 sierpnia) brał udział we wszystkich starciach i był wyróżniającym się w bitwie okrętem; niemniej starcia te ujawniły, że hiszpańska taktyka morska jest zupełnie bezużyteczna wobec szybkich, sprawnie manewrujących angielskich galeonów. Hiszpanom, pomimo wielokrotnych wysiłków, nie udało się doprowadzić ani razu do abordażu angielskich okrętów pod dowództwem Lorda Admirała Charlesa Howarda. W całodziennym starciu pod Gravelines 8 sierpnia "San Martin" został poważnie uszkodzony przez angielskie galeony, które trafiły go ponad 200 razy kulami armatnimi, powodując poważne uszkodzenia kadłuba, takielunku i znaczne straty wśród załogi (według ówczesnych relacji jego pokład "spływał krwią"). Załodze "San Martin" udało się uratować okręt i doprowadzić go szczęśliwie do portu w Santander 21 września, pomimo dużych strat w ludziach, obejmujących połowę pierwotnej liczby marynarzy i żołnierzy. Z rozkazu króla Filipa II statki Armady, które wróciły uszkodzone, niebawem naprawiono, remont niektórych z nich był nieopłacalny i te rozebrano. W źródłach historycznych brak wzmianki o dalszych losach okrętu.